# Benny Nielsen
Benny Nielsen (Aalborg, Dinamarca, 26 de marzo de 1966) es un nadador danés retirado especializado en pruebas de estilo mariposa, donde consiguió ser subcampeón olímpico en 1988 en los 200 metros.

## Carrera deportiva
En los Juegos Olímpicos de Seúl 1988 ganó la medalla de plata en los 200 metros mariposa, con un tiempo de 1:58.24 segundos, tras el alemán Michael Gross (oro con 56.94 segundos que fue récord olímpico) y por delante del neozelandés Anthony Mosse.
Y en el Campeonato Mundial de Natación de 1986 celebrado en Madrid ganó el bronce en la misma prueba.